# Godefroid Devreese
Pour les articles homonymes, voir Devreese.
Godefroid Devreese, né à Courtrai le 19 août 1861 et mort à Bruxelles le 31 août 1941, est un sculpteur et médailleur belge.

## Biographie

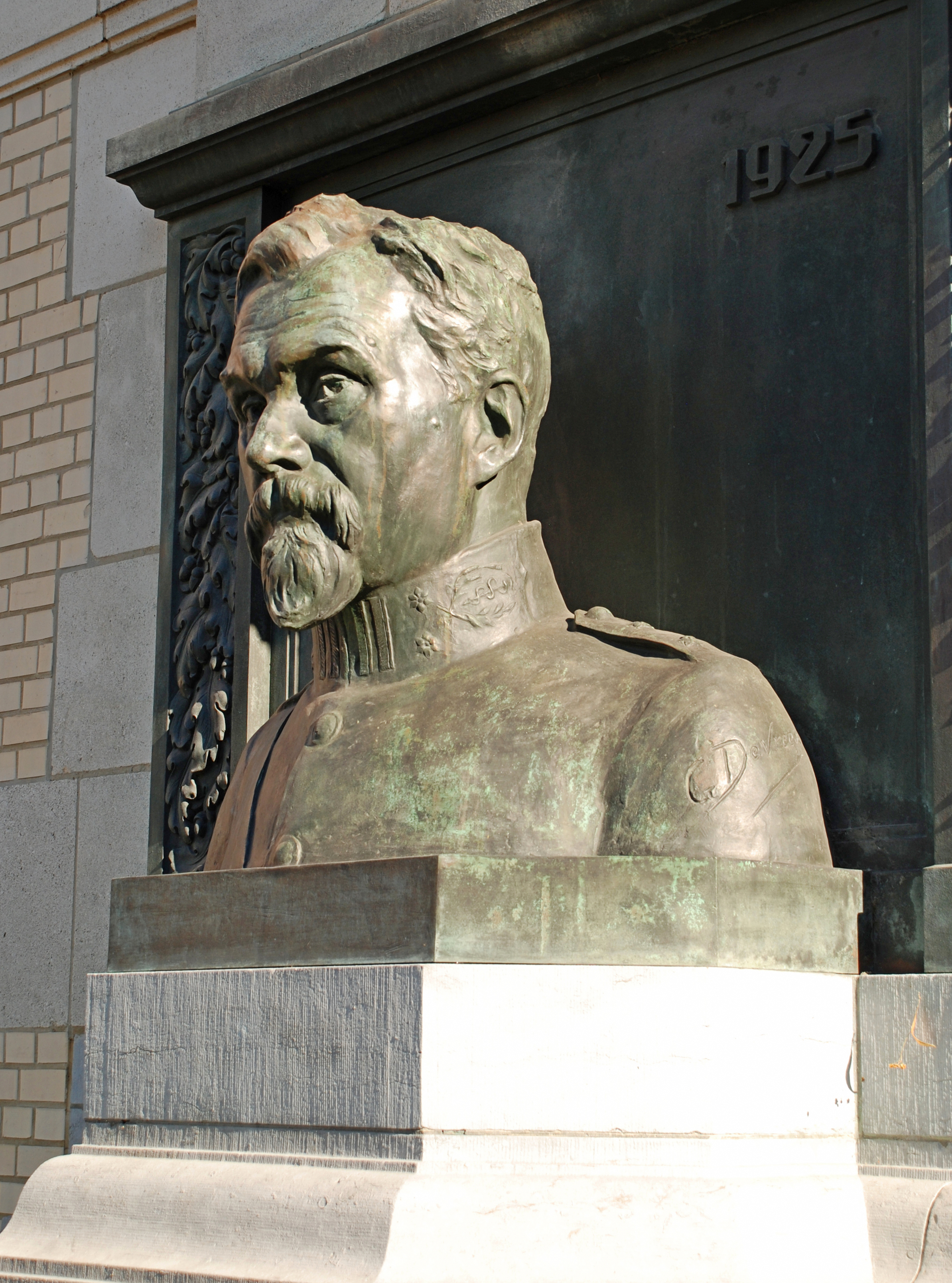
Buste d'Antoine Depage par Godefroid Devreese, place Georges Brugmann à Ixelles (1926).

Godefroid Devreese est né le 19 août 1861 à Courtrai dans une famille d'artistes. Il est le fils de Constantin Devreese, sculpteur statuaire et Virginie Van de Wiele, professeur de musique. Le 26 avril 1894, il épouse Marie Pauwels (1859-1939) à Schaerbeek.
Après avoir commencé sa formation à l'Académie de Courtrai, Godefroid Devreese s'installe à Bruxelles et y poursuit sa formation à l'Académie royale des beaux-arts de 1881 à 1886, ayant comme professeurs les sculpteurs Eugène Simonis et Charles Van der Stappen.
En 1884, il s'installe à Schaerbeek qu'il ne quittera qu'en 1939. Il y habite successivement no 134 boulevard Lambermont, no 7 rue Quinaux, no 71 rue des Ailes et no 27 avenue Huart Hamoir.
Il voyage beaucoup, entre autres en Angleterre, en Espagne, en Italie, aux Pays-Bas et à Paris. Il devient réputé comme sculpteur et comme médailleur et à ce titre participe à de nombreuses expositions. Il était membre de Académie royale de Belgique. Sa carrière est récompensée par de nombreux prix et distinctions honorifiques.
Considéré en Belgique comme novateur dans l'art de la médaille, il en a créé plus de 400. Il travailla pour la Monnaie royale de Belgique.
Godefroid Devreese participe avec Victor Horta à la réalisation de plusieurs monuments. Celui-ci dessine les plans de l'atelier qu'occupera Godefroid Devreese à la rue des Ailes à Schaerbeek.
Il réalise de nombreuses œuvres dont certaines sont monumentales. De son époque à Courtrai, on retiendra le Monument de Groeninghe, commémorant la bataille des Éperons d'or. Parmi les autres œuvres monumentales sont remarquables le Monument des Bienfaiteurs à Schaerbeek et le Monument à Émile Henricot à Court-Saint-Étienne.
Il est aussi l'auteur de nombreux bas-reliefs, statues et fontaines.

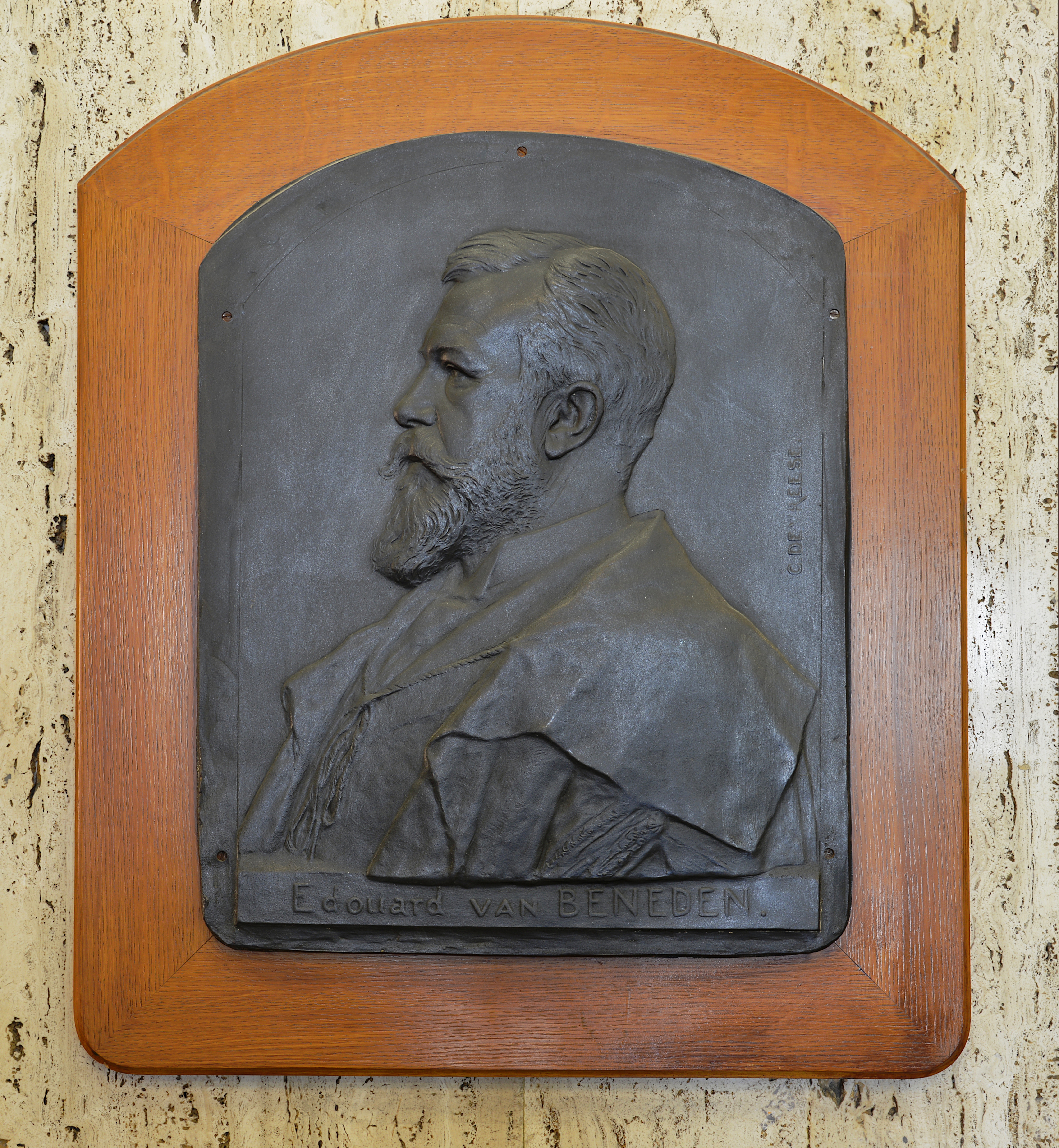
Edouard Van Beneden, scientifique belge de grand renom, découvreur de la méiose. Institut de Zoologie, Université de Liège

Il sculpte un vase en bronze (le Vase des Bacchanales) situé avenue Louis Bertrand à Schaerbeek, offert à la commune par un mécène hennuyer, Raoul Warocqué en compensation des œuvres détruites dans l'incendie de l'hôtel communal en 1911.
La commune de Schaerbeek possède plusieurs œuvres de Godefroid Devreese :
- le Monument des Bienfaiteurs et le Vase des Bacchanales ;
- 25 sculptures dont les principales sont : Paysanne schaerbeekoise ; La Charité ; L'Enfant au canard ; Cheval sellé ; Deux enfants sur un banc ; Le Lévrier ; Picador ; Maurice Van Ysendijck ; Jules Van Ysendijck ; Danseurs ; Amazone.
- 75 médailles dont, entre autres, la médaille de Parsifal (opéra joué au Théâtre de la Monnaie le 21 janvier 1914) et celle, plus imposante et ronde, de La Belgique reconnaissante de 8 cm de diamètre.

D'autres œuvres sont visibles à Bruxelles, parmi lesquelles :
- le Buste du docteur Depage situé à l'hôpital Saint-Pierre ;
- le monument à Antoine Depage situé au pied de l'Institut médico-chirurgical de la Croix-Rouge, place Georges Brugmann (1926) ;
- Le Condor, au jardin botanique de Bruxelles ;
- Les Chimères du monument Anspach ;
- Le Pêcheur au palais du Heysel ;
- les sculptures de la Maison du Cornet à la Grand-Place de Bruxelles.
- le Buste d'Ernest Hendrickx, 1893, Université libre de Bruxelles - Archives, patrimoine, réserve précieuse
- Marie Errera, bas-relief en marbre, Université libre de Bruxelles - Archives, patrimoine, réserve précieuse
- Portrait de femme (Léonie Malherbe), bas-relief en plâtre, Université libre de Bruxelles - Archives, patrimoine, réserve précieuse

## Hommage et distinctions
La « Rue Godefroid Devreese » de Schaerbeek perpétue sa mémoire.
Les distinctions suivantes lui ont été attribuées :
- Grand officier de l'ordre de la Couronne ;
- Commandeur de l'ordre de Léopold ;
- Commandeur de l'ordre de la Couronne (Roumanie) ;
- Commandeur de l'ordre de la Couronne d'Italie ;
- Commandeur de l'ordre d'Isabelle la Catholique (Espagne) ;
- Officier de la Légion d'honneur (France).

## Galerie

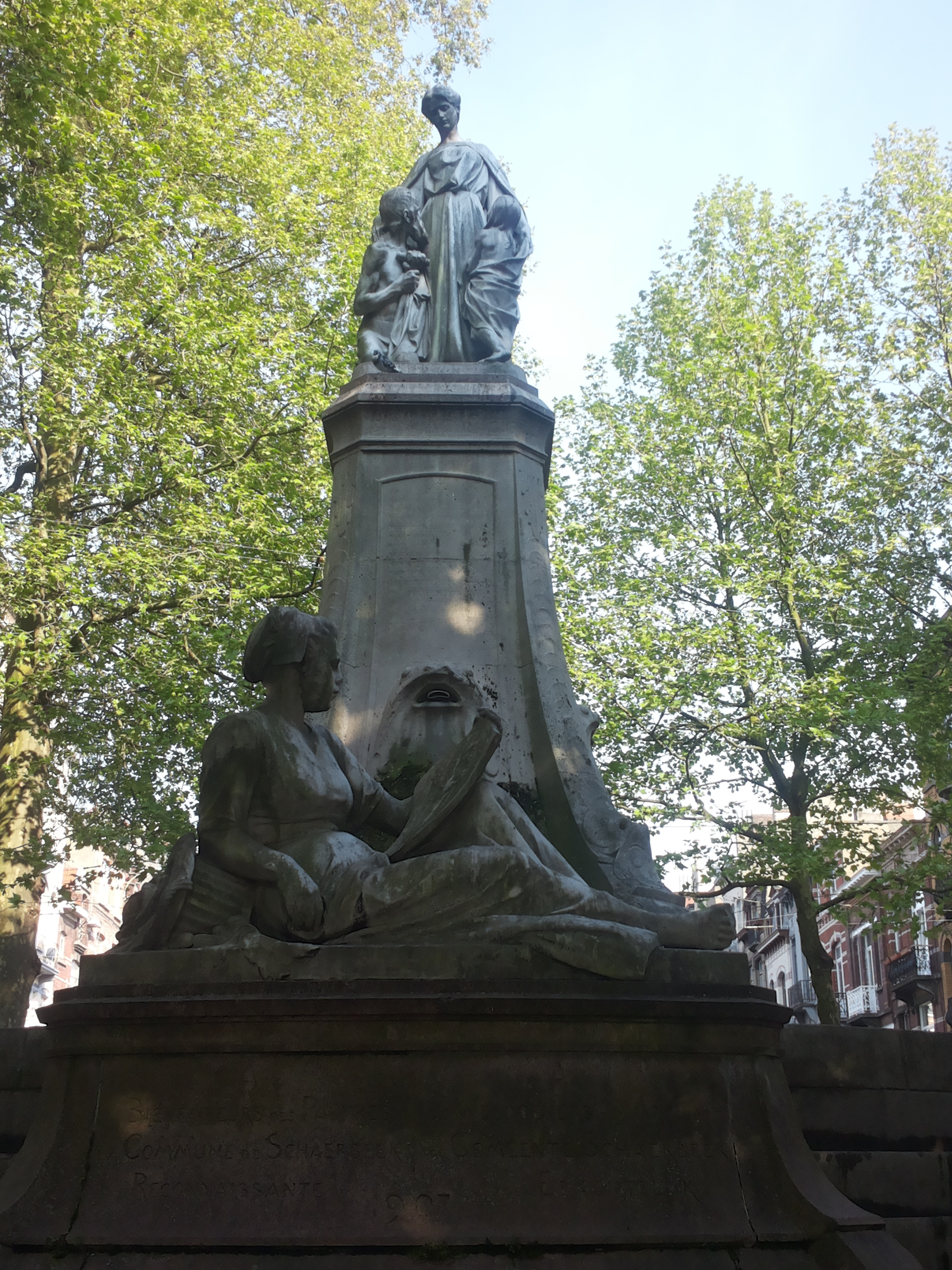
Monument aux Bienfaiteurs des Pauvres à Schaerbeek.
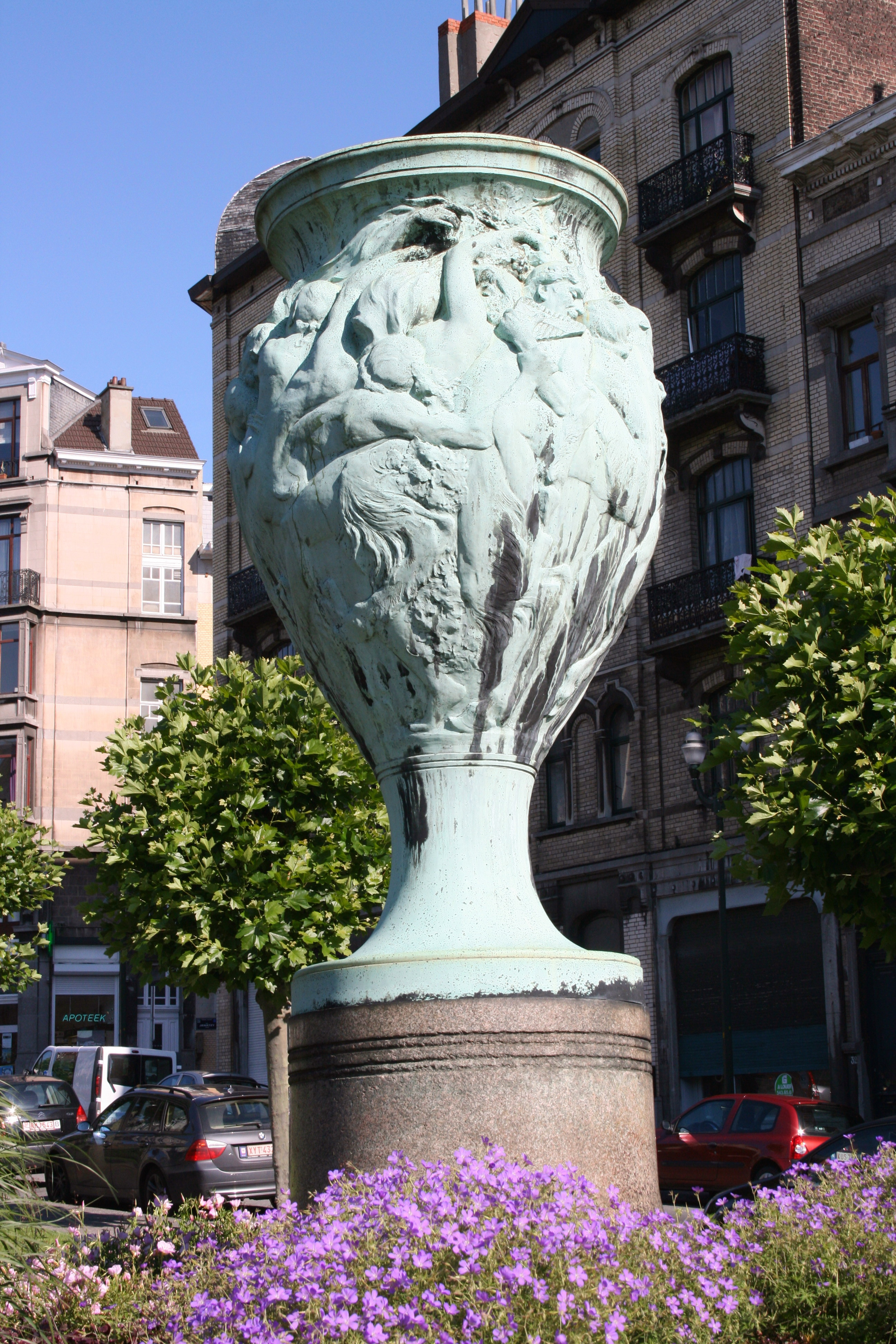
Vase des Bacchanales, Schaerbeek, avenue Louis Bertrand.
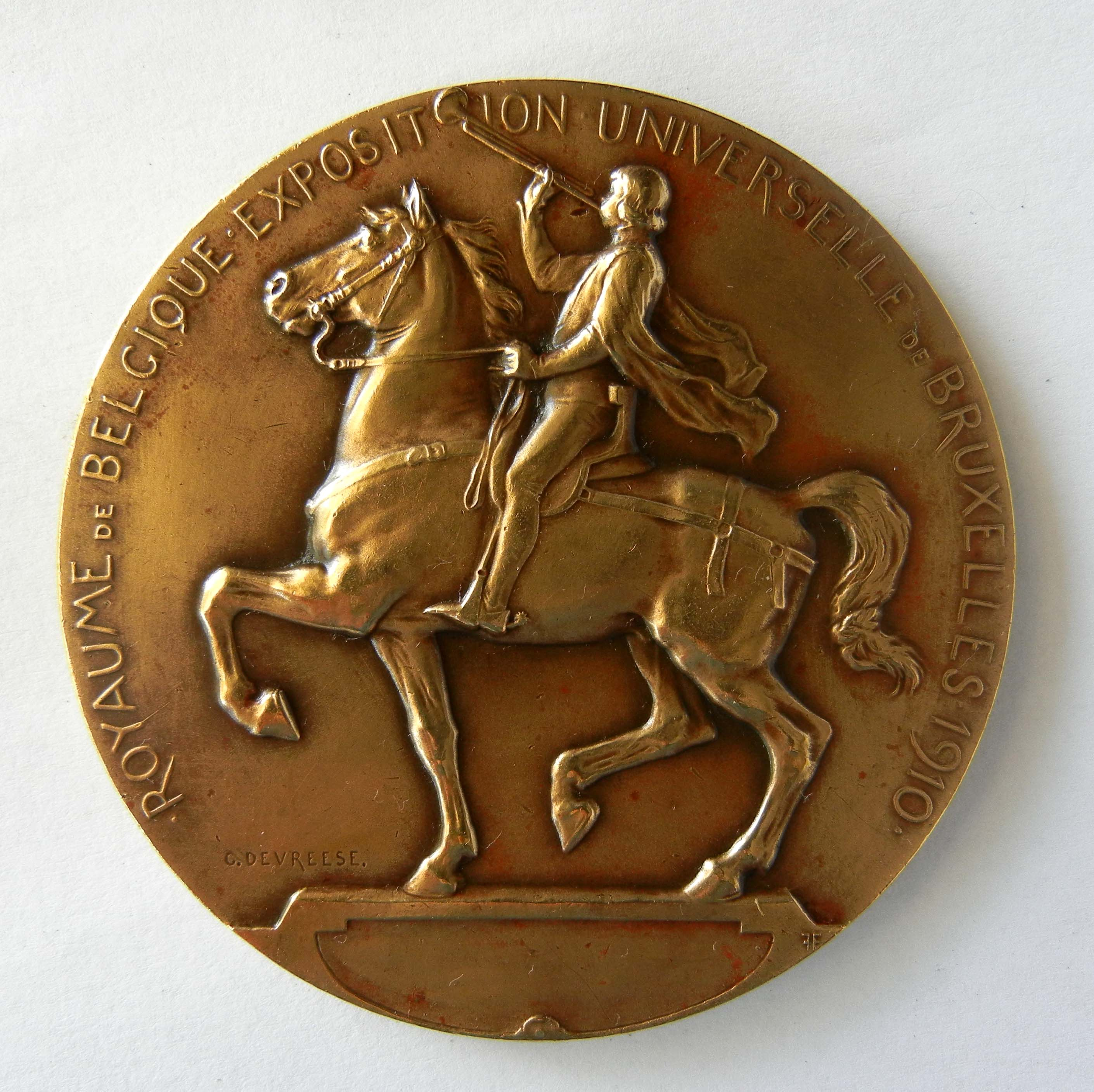
Royaume de Belgique, Exposition universelle de Bruxelles 1910, avers.
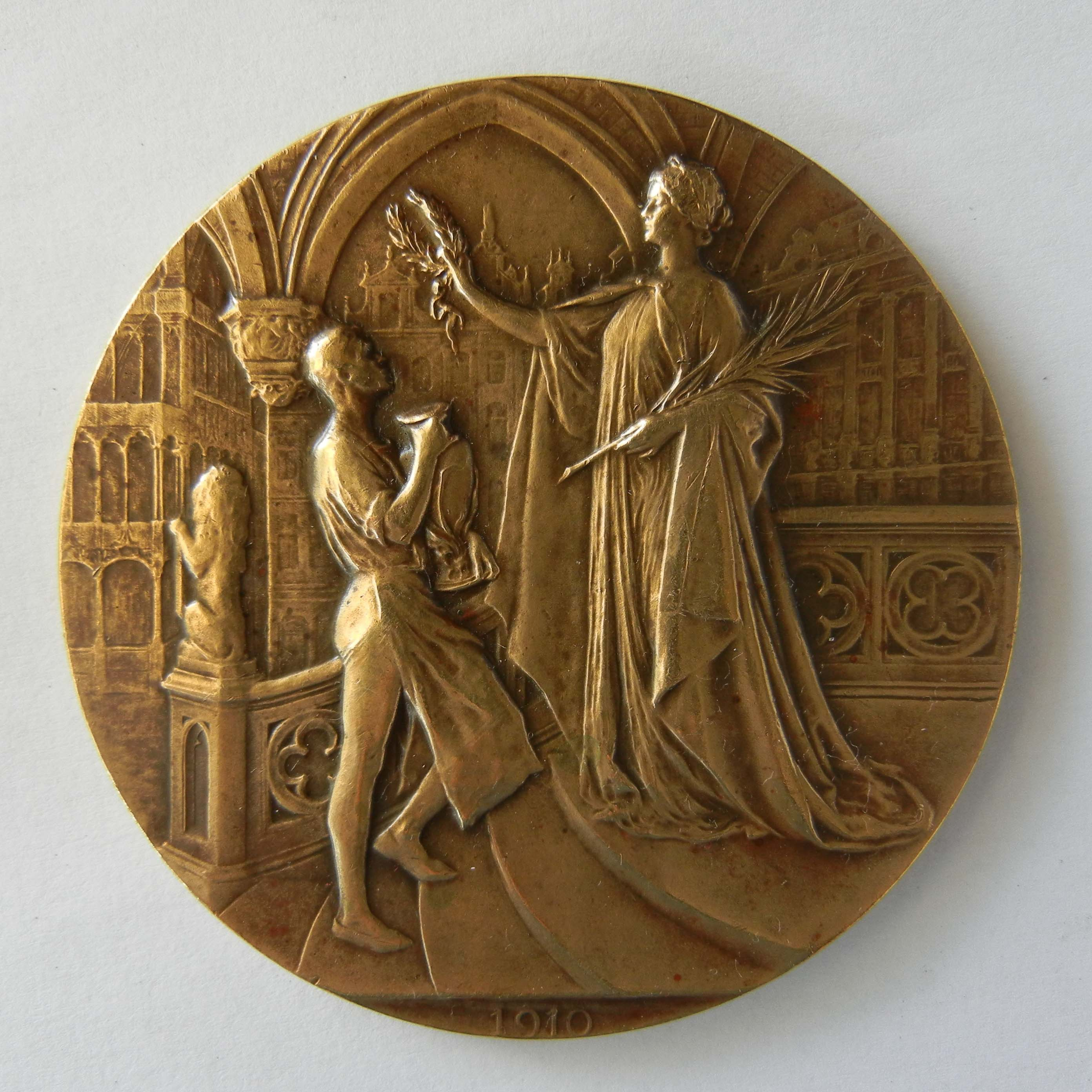
Royaume de Belgique, Exposition universelle de Bruxelles 1910, revers.
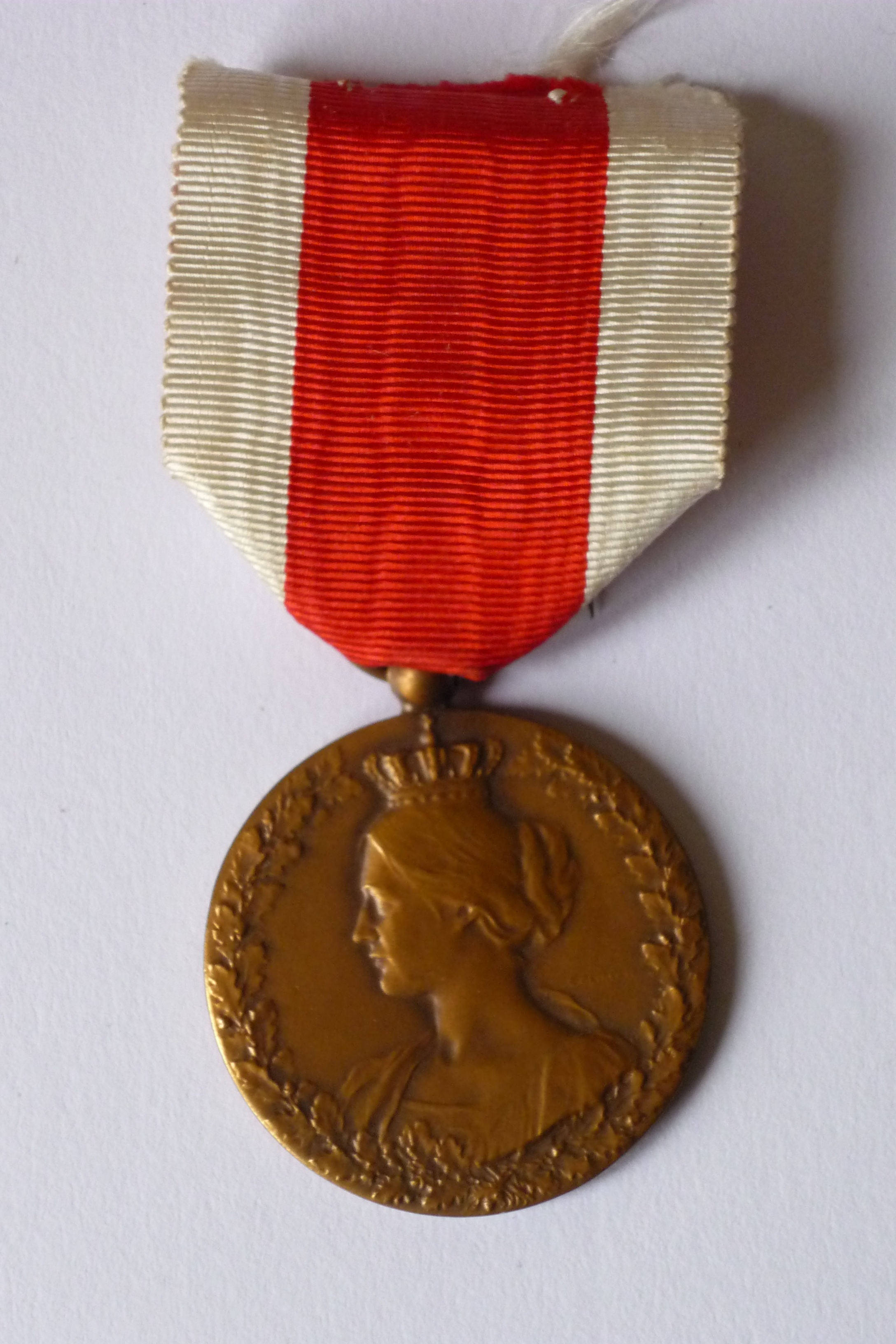
Comité national de secours et d’alimentation (1914-1918) (1919).
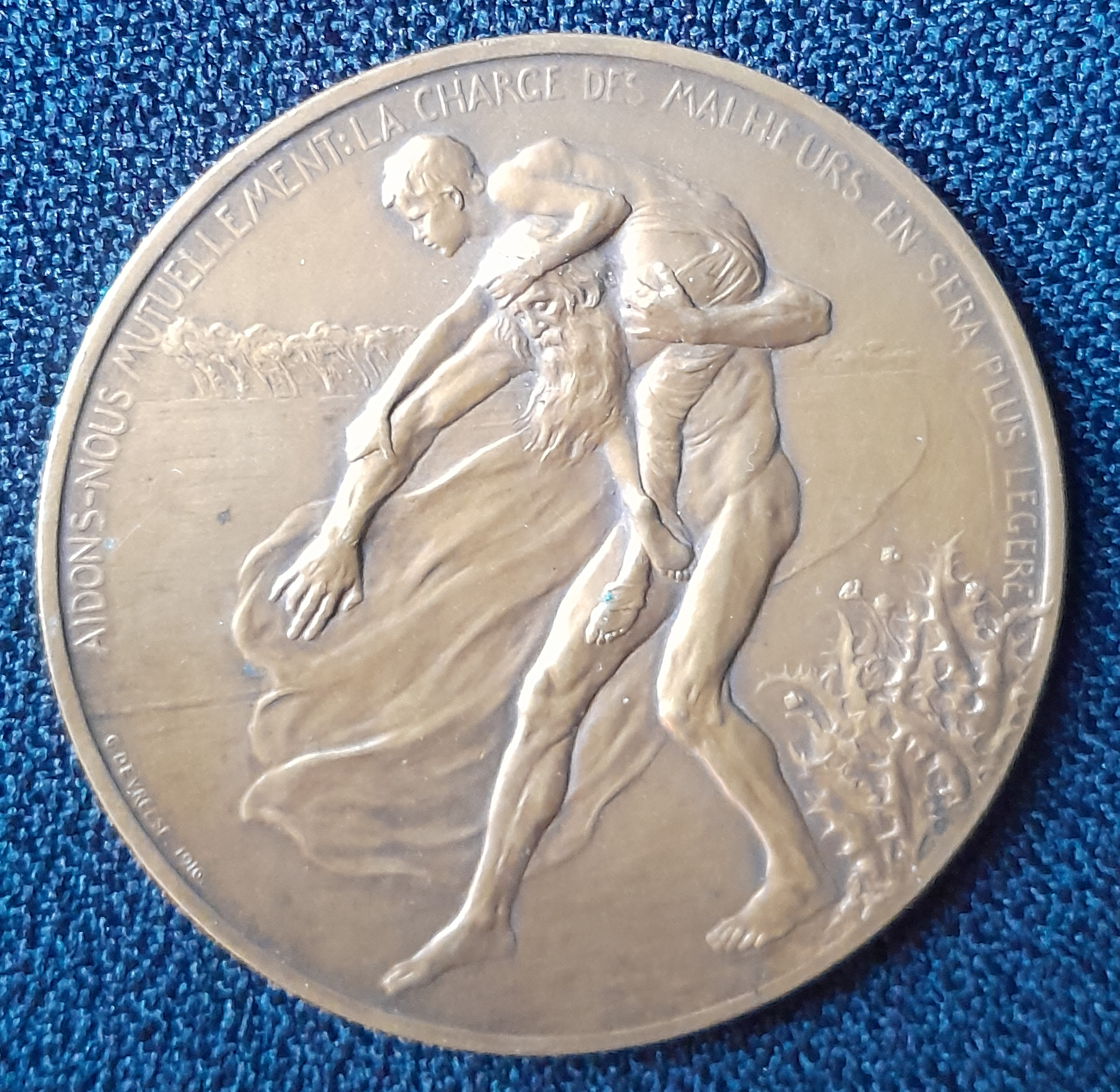
Médaille "Secours aux victimes des inondations 1925-1926".
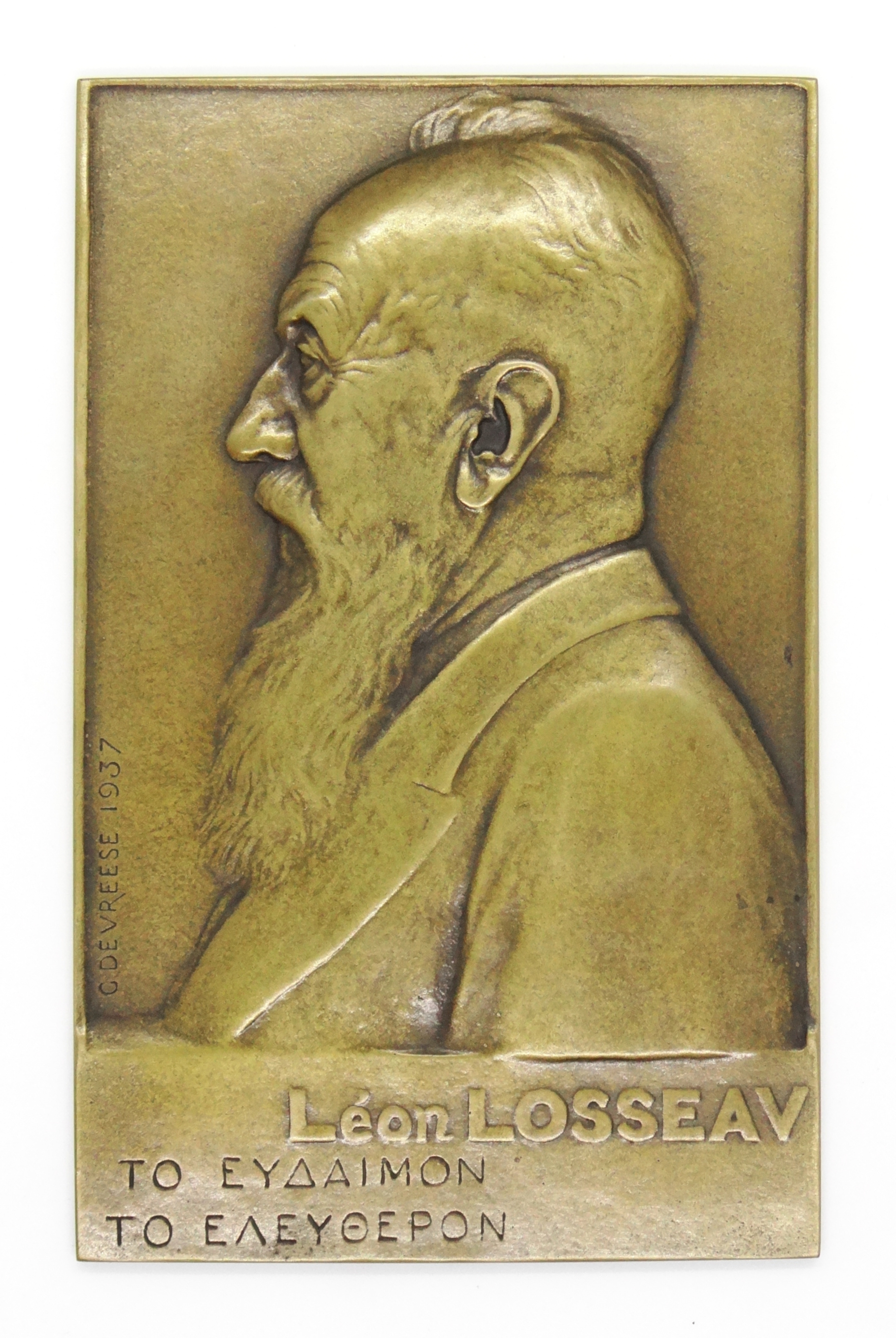
Léon Losseau, médaille de date inconnue conservée à la maison Losseau de Mons.
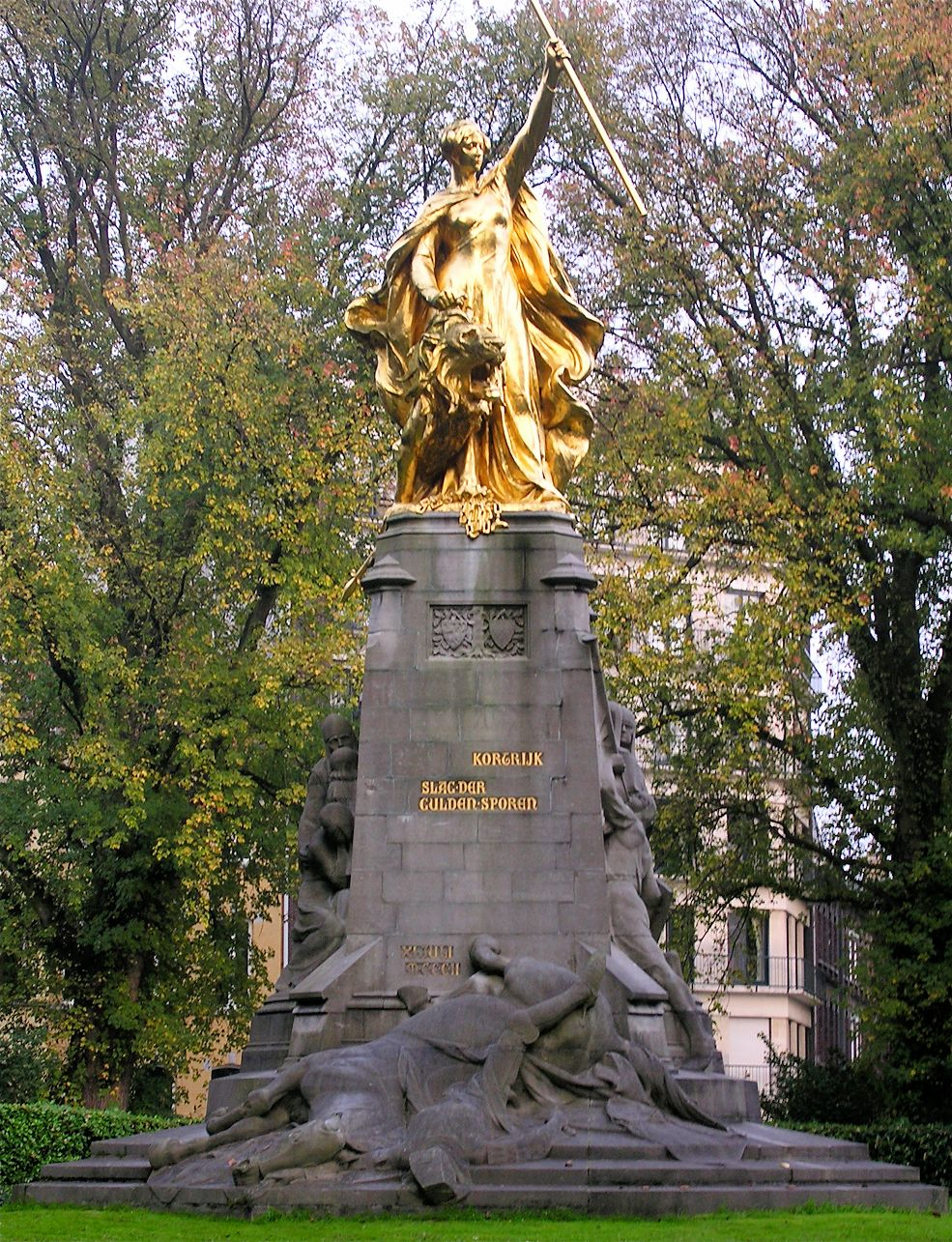
Le Monument de Groeninghe, à Courtrai.